# Liste der Naturdenkmale in Plüderhausen
| Naturdenkmale | Anzahl |
| ------------- | ------ |
| FND           | 25     |
| END           | 2      |
| Gesamt        | 27     |

Die Liste der Naturdenkmale in Plüderhausen nennt die verordneten Naturdenkmale (ND) der im baden-württembergischen Rems-Murr-Kreis liegenden Gemeinde Plüderhausen. In Plüderhausen gibt es insgesamt 27 als Naturdenkmal geschützte Objekte, davon 25 flächenhafte Naturdenkmale (FND) und 2 Einzelgebilde-Naturdenkmal (END).
Stand: 29. Oktober 2016.

## Flächenhafte Naturdenkmale (FND)
| Name                                           | Bild | Kennung     | Einzelheiten           | Position | Fläche Hektar | Datum         |
| ---------------------------------------------- | ---- | ----------- | ---------------------- | -------- | ------------- | ------------- |
| Alte Sandgrube mit Tümpel                      |      | 81190550020 | Plüderhausen           | ⊙        | 0,3           | 17. Aug. 1981 |
| Ehemaliger Weinberg und Eichen-Hainbuchenwald  | BW   | 81190550005 | Plüderhausen           | ⊙        | 1,0           | 31. Dez. 1986 |
| Eichen-Hainbuchenbestand mit knorriger Eiche   | BW   | 81190550022 | Plüderhausen           | ⊙        | 0,5           | 17. Aug. 1981 |
| Felsenklinge beim Eibenhof                     | BW   | 81190550016 | Plüderhausen, Welzheim | ⊙        | 1,1           | 23. Aug. 1979 |
| Felsenklinge im Breitergehren                  | BW   | 81190550012 | Plüderhausen           | ⊙        | 0,9           | 13. Nov. 1992 |
| Flurgehölz mit Tümpel und Kiefer               | BW   | 81190550018 | Plüderhausen           | ⊙        | 0,1           | 17. Aug. 1981 |
| Gehölzbestandene Quellmulde                    | BW   | 81190550001 | Plüderhausen           | ⊙        | 1,7           | 31. Dez. 1986 |
| Geiststein                                     | BW   | 81190550011 | Plüderhausen           | ⊙        | 0,2           | 30. Juli 1974 |
| Große Birke und Flurgehölz                     | BW   | 81190550024 | Plüderhausen           | ⊙        | 0,1           | 17. Aug. 1981 |
| Heidegelände westlich Eibenhof                 | BW   | 81190550002 | Plüderhausen           | ⊙        | 1,3           | 31. Dez. 1986 |
| Heidestreifen mit Säulenwacholder              | BW   | 81190550003 | Plüderhausen           | ⊙        | 0,1           | 31. Dez. 1986 |
| Kleiner Teich im Wald                          | BW   | 81190550017 | Plüderhausen           | ⊙        | 0,2           | 23. Aug. 1979 |
| Kuderklinge mit Eiche                          | BW   | 81190550013 | Plüderhausen, Urbach   | ⊙        | 0,7           | 13. Nov. 1992 |
| Linde, Flurgehölz, Obstwiese am Spittelberg    | BW   | 81190550006 | Plüderhausen           | ⊙        | 1,2           | 13. Nov. 1992 |
| Pflanzenvorkommen im „Schweizerhau“            | BW   | 81190550026 | Plüderhausen           | ⊙        | 0,1           | 17. Aug. 1981 |
| Sandkuhle mit Gewässer                         | BW   | 81190550021 | Plüderhausen           | ⊙        | 0,1           | 17. Aug. 1981 |
| Schilfbestandener Lauf des Hagsbachs und Teich | BW   | 81190550025 | Plüderhausen           | ⊙        | 0,3           | 17. Aug. 1981 |
| Teich auf dem Konnenberg                       |      | 81190550019 | Plüderhausen           | ⊙        | 0,7           | 17. Aug. 1981 |
| Teiche am Schützenbach                         | BW   | 81190550008 | Plüderhausen           | ⊙        | 0,2           | 31. Dez. 1986 |
| Teiche an der „Sommerwand“ im Aichenbachtal    | BW   | 81190550007 | Plüderhausen           | ⊙        | 0,3           | 31. Dez. 1986 |
| Teiche beim Neuweilerhof                       | BW   | 81190760011 | Plüderhausen, Urbach   | ⊙        | 0,4           | 31. Dez. 1986 |
| Teiche in den Bäderwiesen                      |      | 81190550009 | Plüderhausen           | ⊙        | 1,3           | 31. Dez. 1986 |
| Vier Felsenklingen am sog. Neunränklesweg      | BW   | 81190550027 | Plüderhausen           | ⊙        | 3,0           | 13. Nov. 1992 |
| Waldwiese und Baumgruppe                       |      | 81190550015 | Plüderhausen           | ⊙        | 0,6           | 23. Aug. 1979 |
| 3 Klingen mit Felsbildungen                    | BW   | 81190550004 | Plüderhausen           | ⊙        | 1,7           | 31. Dez. 1986 |
| Legende für Naturdenkmal                       |      |             |                        |          |               |               |

## Einzelgebilde (END)
| Name                     | Bild | Kennung     | Einzelheiten | Position | Fläche Hektar | Datum         |
| ------------------------ | ---- | ----------- | ------------ | -------- | ------------- | ------------- |
| Alte Eiche               | BW   | 81190550023 | Plüderhausen | ⊙        | 0,0           | 17. Aug. 1981 |
| Friedenslinde            |      | 81190550010 | Plüderhausen | ⊙        | 0,0           | 30. Juli 1974 |
| Legende für Naturdenkmal |      |             |              |          |               |               |

## Ehemalige Naturdenkmale
| Name                     | Bild | Kennung | Einzelheiten | Position | Fläche Hektar | Datum         |
| ------------------------ | ---- | ------- | ------------ | -------- | ------------- | ------------- |
| Kupfeneiche              |      |         | Plüderhausen | ???      | 0,0           | 23. Aug. 1979 |
| Legende für Naturdenkmal |      |         |              |          |               |               |